# 200 km/h in the Wrong Lane
200 km/h in the Wrong Lane é o título do álbum de estreia em inglês da dupla pop russa T.A.T.u., lançado pela primeira vez em 10 de dezembro de 2002 pela Interscope Records. É o primeiro álbum de estúdio do duo a ser lançado pela Interscope, depois de assinar com a Universal Music Russia, o selo que elas assinaram em 1998. Devido à falta de vocabulário inglês, o álbum foi produzido e escrito por produtores como Trevor Horn, Martin Kierszenbaum, Sergio Galoyan, Robert Orton e Ivan Shapovalov, que foi colocado como gerente do duo e produtor executivo. 200 km / h, exploram líricamente temas como rebelião adolescente, amor, sexualidade, tristeza, independência e rebelião social.
O álbum recebeu uma reação mista de críticos de música contemporânea. Muitos críticos elogiaram a atratividade e os padrões da produção, quando ambivalente para as imagens pegajosas do grupo e habilidades vocais das meninas. Após a seu lançamento, ele estreou dentro do top 10, em muitos países europeus, incluindo Dinamarca, Áustria, Finlândia e Itália. Tornou-se o álbum mais vendido do grupo no Billboard 200, atingindo o pico em treze anos. O álbum se tornou o álbum mais vendido na Rússia. Com embarques estimados de um milhão de cópias. Elas passaram a promover o álbum, com sua turnê Show Me Love.
Um dos três singles oficiais "All the Things She Said" tornou-se um dos singles mais bem sucedidos na era 2000, traçando o primeiro lugar em mais de 20 países. A canção foi responsável por trazer o grupo para o centro das atenções, especialmente por seu videoclipe, que causou controvérsia internacional. "Not Gonna Get Us" e "How Soon Is Now?", foram sucessos moderados em todo o mundo. Com as vendas, elas se tornaram o primeiro artista russa a ter um álbum de gráficos em muitas paradas em todo o mundo, e o segundo a traçar no Billboard 200 dos EUA, depois de Gorky Park, em 1989.

## Antecedentes
Antes de t.A.T.u. Yulia Volkova e Lena Katina, fizeram audições para se tornarem integrantes do Neposedy, um grupo produzido por Ivan Shapolavov e seu parceiro de negócios Alexander Voitinskyi. Shapolavov disse que as duas meninas se destacaram do resto das pessoas que fizeram os testes; No entanto, Katina de 14 anos de idade foi inicialmente a única escolhida para a banda. Ela cantou "It Must Have Been Love", pelo duo de pop sueco Roxette e mais tarde gravou uma versão demo da "Iugoslávia" para o "bombardeio da NATO de 1999 da Iugoslávia". Quando Lena e Julia foram colocados para o grupo (sob o nome 'Taty'), elas começaram a gravar seu primeiro disco. Então, em 2001 o grupo lançou "200 Po Vstrechnoy", que se tornou bem sucedido na Polônia e na Rússia. Enquanto o álbum estava em desenvolvimento, seu produtor Alexander Voitinskyi deixou a produção, deixando o álbum inédito. No entanto, Shapolavov mais tarde colocou Elena Kiper, como a nova co-produtor e co-roteirista do álbum. Com o sucesso, Shapovalov decidiu levar o grupo para a Interscope e seu pai Universal Music Group na sede da Rússia.
O grupo começou a gravar o álbum no estúdio caseiro de Trevor Horn em Londres, Inglaterra e ter algumas sessões de gravação em Los Angeles, Califórnia. Quando o grupo já tinha assinado e estavam prontas para gravação, tanto Yulia quanto Lena, sentiram que era fácil de entender o idioma Inglês. Yulia afirmou que Martin a ajudou com a pronúncia, enquanto Lena já falava inglês antes da produção do álbum. No entanto, durante o período de gravações em estúdios, Yulia constantemente foi perdendo a sua voz.

## Gravação
Um grande problema para gravação do álbum era a barreira linguística entre ambas as meninas. Katina falava apenas um inglês medíocre e Volkova quase nada, assim ambas as cantoras tiveram grandes problemas com as letras inglesas. Ambas as meninas tinham aulas de inglês diariamente. Martin Kierszenbaum ajudou Katina e Volkova a memorizar a pronúncia correta. Não o bastante, a inclusão das canções inglesas requereu uma concentração elevada.
Katina comentou sobre as colaborações, dizendo: "Foi ótimo [...] Eu acho que ele estava envolvido em algumas traduções porque queríamos manter o significado das canções, e para manter a estrutura específica. Eu acho que Martin é um pouco fã de tATu, então ele estava realmente se esforçando para nos fazer grandes em toda parte! Tivemos a oportunidade de trabalhar com um grande produtor, foi uma experiência valiosa. Eu estou falando de Trevor Horn. E em geral, imagine: Duas meninas estão vindo da Rússia, que é outro Mundo em comparação com os EUA, trabalhando com produtores, escritores e  gestão de alta classe. Todo mundo é tão profissional .Trabalhando com Martin e Interscope em geral, nos trouxe a um nível absolutamente diferente.

## Lançamento e recepção
O álbum recebeu reação mista dos críticos de música contemporânea. Muitos críticos elogiaram os padrões catchiness e de produção, ao mesmo tempo ambivalente em relação à aparência brega do grupo e habilidades vocais. Após a sua libertação, ele estreou dentro do top dez em muitos países europeus, incluindo a Dinamarca, Áustria, Finlândia e Itália. Tornou-se o álbum mais vendido do grupo sobre o US Billboard 200, atingindo um máximo de treze anos. O álbum se tornou o álbum mais vendido na Rússia, com embarques estimados de um milhão de cópias. O duo passou a promover o álbum com o seu Show Me Love Tour.
Um dos três singles oficiais "All the Things She Said" se tornou um dos singles de maior sucesso na era 2000, chegando ao primeiro lugar em mais de 20 países. A canção foi responsável por trazer o grupo para o centro das atenções, particularmente com o vídeo da música, que causou polêmica internacional. "Not Gonna Get Us" e "How Soon Is Now?" encantou moderadamente em todo o mundo. Com as vendas, eles se tornaram o primeiro ato da Rússia a ter um álbum em muitos gráficos em todo o mundo, e a segunda que ficou no EUA Billboard 200. O primeiro foi Gorky Park em 1989.

## Promoção

### Representação na mídia
Quando o videoclipe de "All the Things She Said" foi lançado em agosto de 2002, ele criou uma tempestade mediática imediata devido ao beijo lésbico entre as integrantes. O tema causou controvérsia universal, com muitos meios de comunicação chamando-o um dos vídeos mais controversos até à data. Os meios de comunicação, incluindo a MuchMusic, a FHM Music TV, a Virgin Media e o The Guardian a consideraram um videoclipe "sexy" ou "controverso". William Leith, um escritor do The Guardian, publicou um artigo separado sobre como o lesbianismo nunca deixa de apelar para os homens. Leith comentou; "A proibição da BBC no vídeo do tATu, o fato de que seu gerente, Ivan Shapovalov, disse algumas coisas ruins sobre suas estratégias de marketing, e que Richard e Judy aconselharam as pessoas a não comprarem o disco. É a "menção do lesbianismo". Ele revelou que "Então, aqui vamos nós de novo, lésbicas, Uau! Puxa! Oba!, as sobrancelhas são levantadas, sorrisos maliciosos são trocados, o assunto, claramente, é fascinante para nós e nós aprovamos". Único no Reino Unido, com os apresentadores de TV, Richard e Judy, para apoiar isso, acusando a gravadora de criar uma imagem de lesbianismo. Eles afirmam que "Estamos sendo informados de que essas meninas realmente têm o menor sexo lésbico na vida real e estamos sendo informadas pelo seu empresário, que ele detectou uma lacuna no mercado, [...] Isso é doente e É errado e pessoalmente acho que a Polydor, não deveria estar vendendo o disco neste país, acho que elas deveriam banir isso, acho que as estações de rádio deveriam se encarregar de proibi-lo. Isso está indo muito longe. Sua esposa, que apoiou a causa, não encontrou a música em si nem nas meninas,  mas no esquema de marketing. A BBC, reagiu ao esquema, não proibindo o vídeo da música em sua programação.

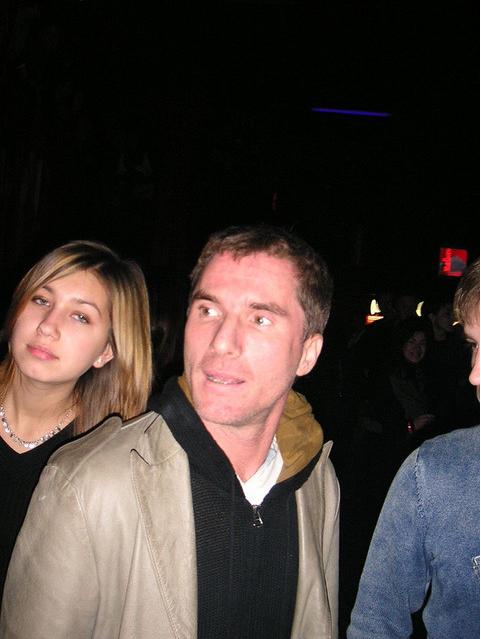
Ivan Shapovalov empresário do t.A.T.u, foi o criador da imagem sexualizada da banda

Depois que seu gerente admitiu que quis retratar as meninas como lésbicas para divulgar as músicas e a dupla t.A.T.u. Para criar uma imagem sexual para os homens que gostam de pornografia, os meios de comunicação tinham criticado ele e t.A.T.u. A caridade da proteção da criança tinha marcado o grupo como "repugnante e patético" e dito que a pornografia infantil, não é uma assunto para se rir. A ITV, proibiu o vídeo no programa CD:UK, porque o produtor Tammy Hoyle comentou "nós não poderemos divulgar o vídeo no CD:UK, porque não é realmente apropriado para crianças." Apesar de proibir o vídeo, o grupo performou a canção, em muitas apresentações ao vivo, incluindo na MTV, Top of the Pops e muitos outros.
Comentários sobre a imagem do grupo foram imensamente áspero; A revisão da AllMusic, para 200 km / h no Wrong Lane, rotulou a faixa como um truque espalhafatoso. Um escritor do The Daily Telegraph, expressou o vídeo como "clichê", enquanto ele "Excitante em um nível muito básico e adolescente, só serve para baratear o impacto lírico da canção. O vídeo é também um sinal de como desfocada a linha entre entretenimento e exploração Tornou-se".

### Turnê
A turnê da dupla Show Me Love, foi originalmente iniciada no início de 2003. Em março de 2003, o grupo anunciou datas para a turnê no Reino Unido. No entanto, no próximo mês, o grupo cancelou as datas e não apresentou-se no show, devido à baixa venda de ingressos. O concerto foi apenas dias após o cancelamento. A BBC News afirmou que apenas uma fração dos bilhetes foram vendidos para o concerto e disse que os estádios (realizada em Londres e Manchester), tinha cerca de capacidade para 10.000 pessoas. Um porta-voz do selo do duo, a Interscope não entendeu por que o cancelamento ocorreu.
Em Maio de 2003, a direção do t.A.T.u. foi processada pelos promotores do Grupo EEM, pelos cancelamentos dos concertos. EEM processou sua administração por 300 mil reais, alegando que eles colocaram "obstáculos irrecuperáveis e numerosos", na forma de venda de ingressos para os shows. Eles também alegaram que a doença de Yulia, foi uma das razões para o cancelamento, porém devido à falta de provas, a ação foi arquivada. Depois do processo, o grupo também cancelou sua turnê promocional asiática para o Japão e a China, devido à doença de Yulia, que precisava de uma cirurgia urgente. No mesmo mês, o grupo adiou sua turnê promocional alemã, devido a um convite tardio para os MTV Movie Awards de 2003, onde se apresentaram. No mês seguinte também cancelaram o  concerto que fariam em Riga e o concerto no Japão em junho, o que levou a uma ação da Pasadena Group Promotion, pedindo $180.000 em danos, pois não receberam nem uma nota oficial sobre o cancelamento.

### Performances ao vivo
Apesar dos cancelamentos e boicotes, a dupla se apresentou em muitas associações. Para promover "All the Things She Said", t.A.T.u cantou a canção em muitos programas de televisão nos Estados Unidos. Elas apareceram pela primeira vez no The Tonight Show with Jay Leno, onde as garotas criaram confusão, porque se beijaram sem terem sido previamente concedidas permissão para fazê-lo. Elas ainda cantaram o single no Jimmy Kimmel Live!, nas sessões da AOL, MADtv, Carson Daly Show, Total Request Live e no MTV Movie Awards de 2003. Elas também cantam a música em shows em muitos outros países, como CD:UK no Reino Unido e Top of the Pops na Itália.

## Singles
"All the Things She Said" foi lançado como o primeiro single do álbum em agosto de 2002. Inicialmente recebeu recepção mista, elogiando a atratividade e criatividade, enquanto criticava a repetição. A canção entrou em muitas das paradas ao redor do mundo, incluindo Austrália, Alemanha, França, Nova Zelândia e Reino Unido. A canção chegou ao número vinte no Billboard Hot 100 dos Estados Unidos, tornando-se o maior artista russo a fazer isso. A canção foi dirigida por empresário do duo Ivan Shapovalov, com as meninas em uniformes escolares se beijando. O vídeo causou controvérsia nos países onde foi lançado.
"Not Gonna Get Us" Foi lançado em maio de 2003 pela Interscope Records, tanto de forma física como digitalmente. Foi recebido com recepção favorável, elogiando sua saída de seu primeiro single. O vídeo também foi filmado por Shapolavov, onde apresenta as meninas escapando de um ambiente suposto prisão e escapam de um caminhão de construção.
"Ne Ver', Ne Boysia" Foi usado como a entrada oficial da participação russa na edição de 2003 do Eurovision Song Contest. Lançado como um single promocional em maio de 2003, a música ficou em terceiro lugar na competição, apenas por causa da falta de oportunidades de voto do Reino Unido e da Irlanda.
"Show Me Love" e "30 Minutes" Foram ambos lançados de forma promocional na Europa, não conseguindo receber o sucesso criticamente ou comercialmente. Um videoclipe para cada um dos singles foram lançados, porém, com "30 Minutes" recebendo controvérsia devido à nudez.
"How Soon Is Now?" Uma regravação do The Smiths, foi o single final do álbum de estúdio. A canção recebeu críticas mistas, elogiando o potencial enquanto criticava a produção e as capacidades vocais do duos. A música conseguiu um gráfico moderado em torno da Europa e Austrália.

## Recepção da crítica
| Críticas profissionais | Críticas profissionais |
| Avaliações da crítica  | Avaliações da crítica  |
| Fonte                  | Avaliação              |
| ---------------------- | ---------------------- |
| Allmusic               | [ 9 ]                  |
| Rolling Stone          | [ 20 ]                 |
| Entertainment.ie       | [ 21 ]                 |
| Popdirt                | [ 22 ]                 |
| Sputnik Music          | [ 23 ]                 |
| Stylus Magazine        | (D)                    |
| MusicOMH               | (favorável)            |
| Drowned in Sound       | [ 26 ]                 |
| PopMatters             | (favorável)            |
| The Times UK           | (favorável)            |
| The Guardian           | [ 29 ]                 |
| Daily Telegraph        | (favorável)            |
| Time OUT Magazine      | (favorável)            |

200 km / h no Wrong Lane, recebeu críticas mistas da crítica. Entertainment.ie, deu-lhe uma revisão favorável, atribuindo-lhe três estrelas. Eles disseram: "Uma dupla de lésbicas adolescentes da Rússia pode soar como uma fantasia de um homem de marketing ao invés de uma banda pop viva e inpiradora". E terminou dizendo que "o valor de novidade do Tatu não vai, é claro, durar para sempre, mas por enquanto, elas são tão divertidos como qualquer um na paradas músicais". James Martin do PopDirt foi muito positivo dizendo "Cinismo parece irrelevante quando você realmente se senta para ouvir 200 km / H no Wrong Lane." Ele continuou dizendo: "Pelo contrário, 200 km / H Na Wrong Lane, é um dos registros pops, mais inovadores e exclusivos da história mais recente". A Sputnikmusic foi geralmente favorável. Elas declararam: "Eu sei, eu sei, eu sei. Tatu é muito estúpido e fabricado, uma banda pop russa, do euro com o seu único pedaço de originalidade [...] No entanto, acredito que este álbum poderia apenas valer a pena com esse segundo olhar". Eles terminaram mais tarde afirmando "Meu veredito neste álbum é simplesmente o seguinte: se você se considera de mente aberta em seu gosto musical, confira, você só pode se surpreender." Michael Osborn da MusicOMH foi positivo, dizendo "Short it Pode ser, mas as ofertas iniciais da língua inglesa de TATU são canções de pop-soando novas de tal pedigree elevado, que este é um álbum que merece ser jogado à morte." Eles mais tarde falou sobre as meninas sendo manchetes, sobre a controvérsia e ele declarou: "Ignoraem todas as manchetes, este intrigante artista russo tem a capacidade de bater todas as notas certas com sua música sozinho, e ter mais do que apenas uma fama repentina para oferecer." David Merryweather de Drowned in Sound chamou o álbum de "a primeira obra-prima pop do ano" e incentivou as pessoas "Não finja que você não se importa".
No entanto, Stephen Thomas Erlewine da Allmusic, classificou o álbum com duas estrelas de cinco, primeiro chamando a banda de um truque de marketing e acrescentando que as canções não podiam ser divertidas devido à inclinação "pesada e portentosa de Europop, mal cantada por duas meninas bonitinhas, com Gritos irritantes. "Ele terminou dizendo: "Com essas batidas implacáveis, sombrias e aquelas vozes que cortam contra o grão, é fácil não se concentrar em nada, exceto no truque, porque é mais divertido falar sobre lésbicas adolescentes russas do que ouvir esta ruidosa e opressiva obscuridade". Todd Burns da Stylus Magazine, premiou o álbum com uma classificação D, e deu-lhe uma revisão mista. Ele disse: "É obviamente um produto pop e provavelmente não vale o dinheiro para comprar, mas certamente um pop essencial para se ouvir, principalemnte entre os singles já lançados na Europa". No entanto, ele foi positivo em relação aos lançamentos individuais, chamando-os de "fenomenais construções pop de confeitaria".

## Desempenho nas paradas
Nos Estados Unidos, o álbum estreou no número 36 no gráfico. O álbum subiu então a posição treze, vendendo 51.000 cópias em sua segunda semana que transforma-se as vendas que ganham mais do que fim de semana. Permanecendo nas paradas por trinta e três semanas no total. Em outubro de 2005, o álbum vendeu 760.000 cópias na América do Norte, de acordo com Nielsen Soundscan. A partir de uma atualização de 2012 Niselen SoundScan, o álbum vendeu 831.000 cópias lá, tornando-se o álbum mais vendido do grupo lá e foi certificado ouro pela Recording Industry Association of America pelas vendas de 500.000 cópias.
O álbum estreou no número dezenove no quadro de álbuns australianos em 30 de março de 2003, a mais alta estreia daquele fim de semana. Permaneceu no top quarenta até sua décima semana, onde caiu para quarenta e quatro e ficou por onze corridas. O álbum entrou no número nove na New Zealand Albums Chart, tornando-se o segundo maior álbum de gráficos daquela semana e o único álbum de estúdio do grupo top 10. O álbum desceu todo o seu caminho para o número trinta e oito e ficou em um total de doze corridas através do gráfico. No Japão, o álbum vendeu mais de 300.000 cópias em apenas dois dias, tornando-se o ato mais bem sucedido do Leste Europeu a ter o maior número de vendas em uma semana.

## Faixas
| N.º            | Título                             | Compositor(es)                                          | Produtor(es)               | Duração |  |
| 1.             | "Not Gonna Get Us"                 | Trevor Horn Elena Kiper Valery Polienko Sergio Galoyan  | Horn                       | 4:21    |  |
| 2.             | "All the Things She Said"          | Horn Martin Kierszenbaum Kiper Polienko Galoyan         | Horn                       | 3:34    |  |
| 3.             | "Show Me Love"                     | Galoyan Kierszenbaum Polienko                           | Kierzszenbaum Robert Orton | 4:16    |  |
| 4.             | "30 Minutes"                       | Galoyan Kierzszenbaum Ivan Shapovalov Polienko          | Kierszenbaum Orton         | 3:18    |  |
| 5.             | "How Soon Is Now?"                 | Morrissey Johnny Marr                                   | Kierszenbaum Orton         | 3:16    |  |
| 6.             | "Clowns (Can You See Me Now?)"     | Horn E. Kuritsyn Shapovalov Polienko                    | Horn                       | 3:12    |  |
| 7.             | "Malchik Gay"                      | A. Karaseva Kierszenbaum V. Stepandsovk Galoyan         | Kierszenbaum Orton         | 3:09    |  |
| 8.             | "Stars"                            | Kierszenbaum Polienko Shapovalov A. Voitinskiy A. Vulih | Kierszenbaum Orton         | 4:08    |  |
| 9.             | "Я Сошла С Ума" (Ya Soshla S Uma)  | Kiper Polienko Galoyan                                  | Horn                       | 3:35    |  |
| 10.            | "Нас Не Догонят" (Nas Ne Dagoniat) | Kiper Polienko Galoyan                                  | Horn                       | 4:22    |  |
| 11.            | "Show Me Love" (Versão estendida)  | Galoyan Kierszenbaum Polienko                           | Kierszenbaum Orton         | 5:09    |  |
| Duração total: | Duração total:                     | Duração total:                                          | Duração total:             | 42:19   |  |

| Edição internacional |                       |                                           |                                  |         |  |
| N.º                  | Título                | Compositor(es)                            | Produtor(es)                     | Duração |  |
| 12.                  | "Malchik Gay" (Remix) | Karaseva Kierszenbaum Stepandsovk Galoyan | Martin Kierszenbaum Robert Orton | 5:07    |  |

| Edição japonesa |                                                       |                                           |              |         |  |
| N.º             | Título                                                | Compositor(es)                            | Produtor(es) | Duração |  |
| 12.             | "Malchik Gay" (Remix Edit)                            | Karaseva Kierszenbaum Stepandsovk Galoyan |              | 3:52    |  |
| 13.             | "All the Things She Said" (DJ Monk's Breaks Mix Edit) | Horn Kierszenbaum Kiper Polienko Galoyan  |              | 3:48    |  |

| Europa e Reino Unido - Faixa bônus |                       |                                           |                                  |         |  |
| N.º                                | Título                | Compositor(es)                            | Produtor(es)                     | Duração |  |
| 12.                                | "Malchik Gay" (Remix) | Karaseva Kierszenbaum Stepandsovk Galoyan | Martin Kierszenbaum Robert Orton | 5:07    |  |

| Edição deluxe |                                        |                              |                 |         |  |
| N.º           | Título                                 | Compositor(es)               | Produtor(es)    | Duração |  |
| 12.           | "Ne Ver', Ne Boysia" (Eurovision 2003) | Polienko M. Lasar Shapovalov | Ivan Shapovalov | 3:04    |  |

| DVD edição deluxe |                                            |         |  |
| N.º               | Título                                     | Duração |  |
| 1.                | "Julia + Lena are t.A.T.u." (Documentário) | 23:53   |  |
| 2.                | "All the Things She Said" (Videoclipe)     | 3:44    |  |
| 3.                | "Not Gonna Get Us" (Videoclipe)            | 3:56    |  |
| 4.                | "How Soon Is Now" (Videoclipe)             | 3:11    |  |

## Desempenho nas tabelas musicais
| País                          | Maior posição |
| ----------------------------- | ------------- |
| Australian Albums Chart       | 19            |
| Austrian Albums Chart         | 1             |
| Belgium Flanders Albums Chart | 16            |
| Danish Albums Chart           | 13            |
| Dutch Albums Chart            | 32            |
| Finnish Albums Chart          | 2             |
| French Albums Chart           | 8             |
| German Albums Chart           | 3             |
| Irish Albums Chart            | 66            |
| Italian Albums Chart          | 5             |
| Japan Albums Chart            | 1             |
| New Zealand Albums Chart      | 9             |
| Portuguese Albums Chart       | 20            |
| Spanish Albums Chart          | 1             |
| Swedish Albums Chart          | 14            |
| Swiss Albums Chartt           | 5             |
| UK Albums Chart               | 12            |
| US Billboard 200              | 13            |

| País / Certificadora  | Certificações | Vendas    |
| CD                    | CD            | CD        |
| --------------------- | ------------- | --------- |
| Canadá / MC           | Platina       | 140,000   |
| Finlândia / FPI       | Platina       | 25,000    |
| Suécia / GLF          | Ouro          | 40,000    |
| Grécia / IFPI         | Ouro          | 10,000    |
| França / SNEP         | Ouro          | 153,700   |
| Alemanha / BVMI       | Ouro          | 100,000   |
| Itália / NFPF         | Ouro          | 50,000    |
| Japão / RIAJ          | 7× Platina    | 2,000,000 |
| União Europeia / RIAA | Platina       | 1,000,000 |
| México / AMPROFON     | Ouro          | 75,000    |
| Espanha / PROMUSICAE  | Ouro          | 50,000    |
| Rússia / NFPF         | Diamante      | 1,000,000 |
| Reino Unido / BPI     | Ouro          | 125,000   |
| Estados Unidos / RIAA | Ouro          | 831,000   |

## Edição de 10º Aniversário
Em outubro de 2012, a Interscope Records e a Cherrytree Records relançaram o álbum sob o nome de 200 km/h in the Wrong Lane: 10th Anniversary Edition, em comemoração ao aniversário de dez anos da versão original. Esta edição trouxe uma nova canção intitulada "A Simple Motion", que é a versão em inglês do single russo "Prostye Dvizheniya". O álbum foi remasterizado e trouxe também novos remixes de "All The Things She Said" e "Show Me Love", contando com uma nova arte na capa, que foi tomada da época de 2002.

### Faixas
| Edição de 10º Aniversário |                                                    |                                                   |                                  |         |  |
| N.º                       | Título                                             | Compositor(es)                                    | Produtor(es)                     | Duração |  |
| 1.                        | "A Simple Motion"                                  | Lasar Shapovalov Polienko Kierszenbaum            | Martin Kierszenbaum Robert Orton | 2:47    |  |
| 2.                        | "Not Gonna Get Us"                                 | Horn Kiper Polienko Galoyan                       | Trevor Horn                      | 4:21    |  |
| 3.                        | "All the Things She Said"                          | Horn M. Kierszenbaum Kiper Polienko Galoyan       | Trevor Horn                      | 3:34    |  |
| 4.                        | "Show Me Love"                                     | Galoyan Kierszenbaum Polienko                     | Martin Kierszenbaum Robert Orton | 4:16    |  |
| 5.                        | "30 Minutes"                                       | Galoyan Kierszenbaum Shapovalov Polienko          | Martin Kierszenbaum Robert Orton | 3:17    |  |
| 6.                        | "How Soon Is Now?"                                 | Morrissey Marr                                    | Martin Kierszenbaum Robert Orton | 3:16    |  |
| 7.                        | "Clowns (Can You See Me Now?)"                     | Horn Kuritsyn Shapovalov Polienko                 | Trevor Horn                      | 3:12    |  |
| 8.                        | "Malchik Gay"                                      | Karaseva Kierszenbaum Stepandsovk Galoyan         | Martin Kierszenbaum Robert Orton | 3:08    |  |
| 9.                        | "Stars"                                            | Kierszenbaum Polienko Shapovalov Voitinskiy Vulih | Martin Kierszenbaum Robert Orton | 4:08    |  |
| 10.                       | "Ya Soshla S Uma" (Я Сошла С Ума)                  | Kiper Polienko Galoyan                            | Trevor Horn                      | 3:34    |  |
| 11.                       | "Nas Ne Dogoniat" (Нас Не Догонят)                 | Kiper Polienko Galoyan                            | Trevor Horn                      | 4:21    |  |
| 12.                       | "Show Me Love" (Extended version)                  | Galoyan Kierszenbaum Polienko                     | Martin Kierszenbaum Robert Orton | 5:09    |  |
| 13.                       | "30 Minutes" (Remix)                               | Galoyan Kierszenbaum Shapovalov Polienko          | Martin Kierszenbaum Robert Orton | 5:53    |  |
| 14.                       | "All the Things She Said" (Fernando Garibay Remix) | Horn Kierszenbaum Kiper Polienko Galoyan          |                                  | 4:01    |  |
| 15.                       | "Show Me Love" (Fabricated Remix)                  | Galoyan Kierszenbaum Polienko                     |                                  | 4:04    |  |

## Ficha técnica
- t.A.T.u. — vocais
- Martin Kierszenbaum — arranjo, produtor, A&R
- Cindy Cooper — coordenação de produção
- Sheryl Nields — fotografia
- Trevor Horn — arranjo, produtor
- Robert Orton — arranjo, mixagem, engenharia, produção
- Chris Dalston — reserva
- Andrea Ruffalo — A&R
- Robert Hayes — gestão
- Bob Ludwig — masterização
- Sergio Galoyan — produtor, compositor
- Dean Beckett — co-ordinador (10th anniversary edition)
- Greg Benninger — design (10th anniversary edition)